# Kościół Narodzenia Najświętszej Maryi Panny w Wierzchowicach
Kościół Narodzenia Najświętszej Maryi Panny w Wierzchowicach – rzymskokatolicki kościół parafialny z XVIII w. we wsi Wierzchowice (powiat milicki), należący do dekanatu Milicz archidiecezji wrocławskiej; wpisany do rejestru zabytków nieruchomych województwa dolnośląskiego.
We wsi parafię ewangelicką erygowano w 1754 w związku z przybyciem dwudziestu rodzin osadników z Wirtembergii, sprowadzonych przez hr. Christiana Heinricha von Reichenbacha (1710-1791), żonatego z baronessą Beatą von Burghauss (ur. 1751). Z inicjatywy hrabiego w latach 1769-1773 wzniesiono kościół pw. Syjonu Fryderyka (niem. Friedrichs-Zion), w stylu barokowym o konstrukcji szachulcowej z ceglaną, otynkowaną dzwonnicą. Bardzo bogato zdobione, rokokowe wyposażenie wnętrza (ambona, ołtarze, empory) pochodzi z lat 80. XVIII w. Kartusze z herbami Christiana von Reichenbacha i Beaty von Burghauss znajdują się nad schodami do loży podtrzymywane przez dwa lwy stojące na tylnych łapach oraz nad drzwiami do zakrystii. Do 1945 kościół ewangelicki.

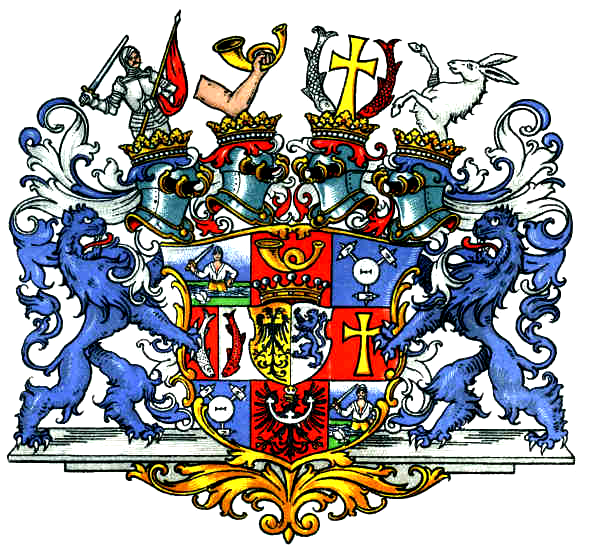
Herb Christiana von Reichenbacha
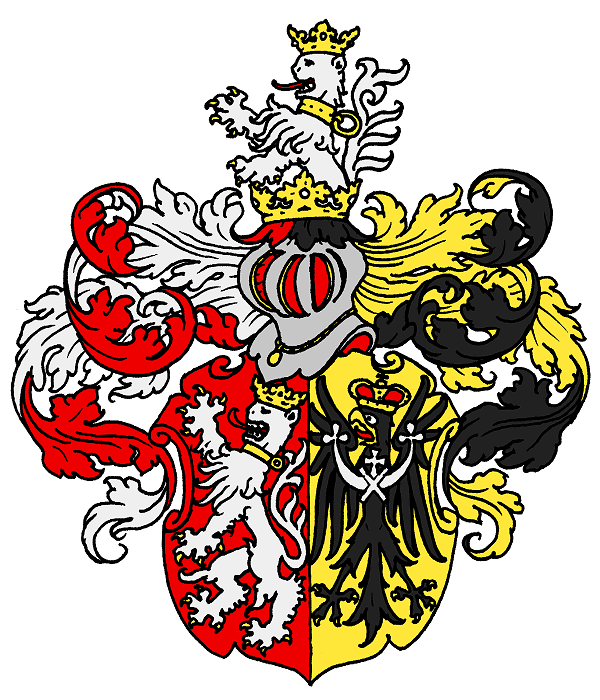
Herb Beaty von Burghauss
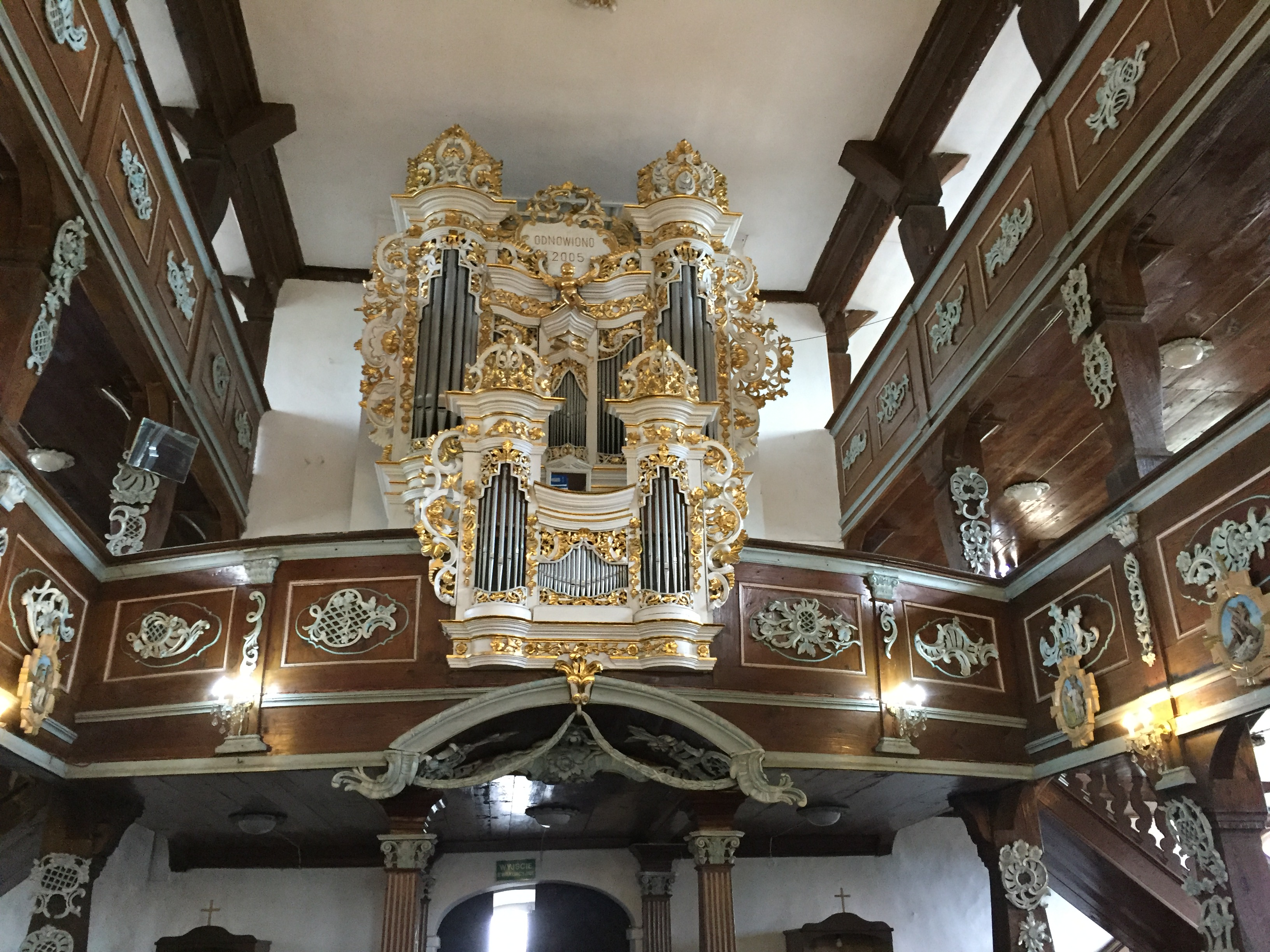
Organy

## Organy
Bogato zdobiony instrument, zbudowany w 1773. Posiada dwa manuały. Szafa organowa z pozytywem (będącym atrapą) wzorowana była prawdopodobnie na organach z kościoła św. Katarzyny Aleksandryjskiej w Bierutowie.

## Cmentarz
Obok kościoła znajduje się cmentarz parafialny, na którym pochowany jest m.in. kolarz Ryszard Szurkowski (1946–2021).